# Wells Fargo Arena
Wells Fargo Arena is een multifunctionele arena in het centrum van Des Moines, Iowa, Verenigde Staten. De arena, die deel uitmaakt van het Iowa Events Center, werd op 12 juli 2005 geopend voor een bedrag van 117 miljoen dollar. De arena is vernoemd naar hoofdsponsor Wells Fargo en verving het verouderde Community Choice Credit Union Convention Center als belangrijkste locatie voor sportevenementen en concerten in de regio Des Moines.
De Wells Fargo Arena biedt plaats aan 15.181 mensen voor hockey- en voetbalwedstrijden, 16.110 voor basketbalwedstrijden en zelfs 16.980 voor concerten. Daarmee is het met ruime voorsprong de grootste arena van Iowa. Het beschikt ook over een restaurant, dat uitzicht biedt op de Des Moines River en het Iowa State Capitol. Het restaurant werd geopend op 6 oktober 2005, tegelijk met de eerste thuiswedstrijd van de Iowa Stars. 

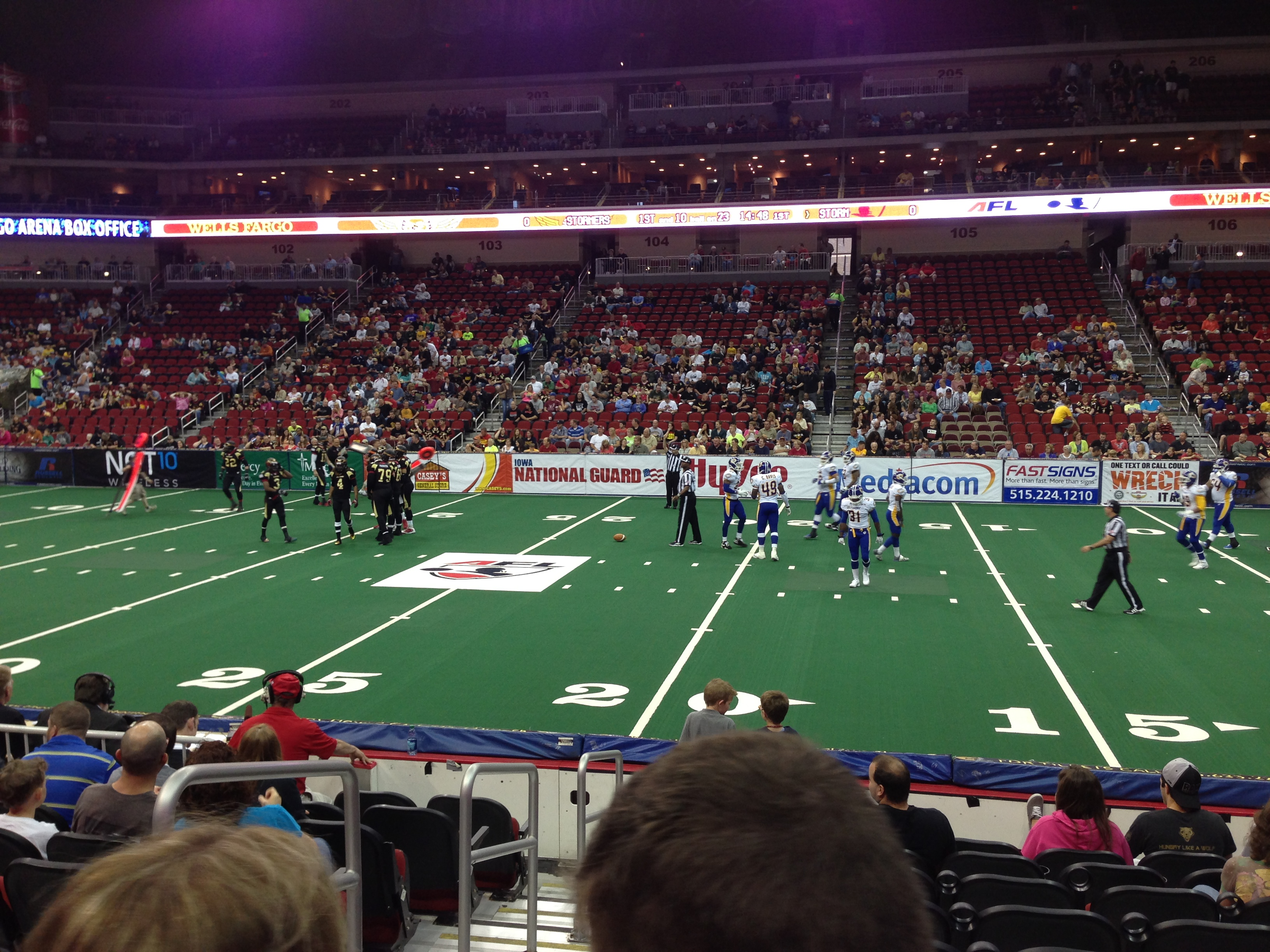
De Iowa Barnstormers spelen tegen de Tampa Bay Storm in 2013.